# Zugführer

Taktisches Zeichen für einen Zugführer nach DV 102 und nach FwDV 100

Zugführer (ZF oder ZFü, im Militär auch ZgFhr oder Zfhr abgekürzt) ist eine Führungsfunktion von Behörden und Organisationen mit Sicherheitsaufgaben zur Leitung und zum Befehligen von Zügen. Zugführer ist eine Funktionsbezeichnung beziehungsweise Dienststellung.

## Militär
Der Zugführer ist eine militärische Dienststellung für einen Teileinheitsführer im Unteroffiziers- oder niederen Offiziersrang. Er führt in der Regel eine Teileinheit, die als Zug (englisch platoon) bezeichnet wird.

### Deutschland
Der Zugführer (ZgFhr) ist bei der Bundeswehr eine Dienststellung. Er ist Teileinheitsführer und führt einen Zug, der (abhängig von der Teilstreitkraft und Truppengattung) im Regelfall zwischen 30 und bis zu 60 Soldaten umfasst. Ein Zug besteht aus mehreren Gruppen, mehrere Züge bilden eine Kompanie, Batterie oder Staffel.
Die Dienststellung des Zugführers bekleidet in der Regel ein Offizier (Hauptmann im I. Zug, Leutnant oder Oberleutnant im II. Zug einer Kompanie) oder ein erfahrener Portepeeunteroffizier im Dienstgrad Hauptfeldwebel oder Stabsfeldwebel (III. und IV. Zug einer Kompanie). Bei den Führungsunterstützungstruppen können Zugführer aber auch Hauptleute oder Oberstabsfeldwebel sein. An Truppenschulen lautet die Bezeichnung der entsprechenden Dienststellung Hörsaalleiter und wird zumeist von einem Offizier bekleidet.

### Schweiz
Auch in der Schweizer Armee bezeichnet der Ausdruck Zugführer eine dienstliche Funktion. Üblicherweise wird ein Zug von einem Leutnant oder Oberleutnant geführt. In Ausnahmefällen kann es auch ein Zugführerstellvertreter (Zfhr Stv) zum Beispiel im Range eines Oberwachtmeisters sein. Logistikzüge werden in der neuen Schweizer Armee durch so genannte Logistikzugführer (Log Zfhr) im Range eines Adjutant-Unteroffiziers geführt.

## Polizei
Bei den Polizeibehörden existieren ebenfalls Zugführer zur Führung von Zügen als geschlossenen Einheiten.  Eine Hundertschaft besteht meist aus 3 Zügen, die wiederum meist aus 3 Gruppen bestehen. Ein Zug umfasst circa 30 Polizisten.

## Feuerwehr

Übliche Helmkennzeichnung

Westenkennzeichnung (nach Empfehlung des DFV)

Der Zugführer ist bei den deutschen Feuerwehren der Führer eines Zugs. Ein vollständiger Zug nach FwDV 3 hat mindestens 22 Personen mitsamt Gerät. Man unterscheidet beispielsweise zwischen Löschzug, Rüstzug und Schadstoff- bzw. Gefahrstoffzug. Sofern die eingesetzten Kräfte die Stärke eines Zuges nicht überschreiten oder nicht eine übergeordnete Führungskraft die Leitung übernimmt, kann ein Zugführer Einsatzleiter sein. Bei Einsätzen, die mehr als einen Zug erfordern (Großschadenslagen), übernimmt ein Verbandsführer das Kommando. In solchen Fällen werden Zugführer oft als Einsatzabschnittsleiter eingesetzt.
Ausbildung und Aufgaben des Zugführers sind in den Feuerwehr-Dienstvorschriften geregelt.
Einsatzkräfte mit der Qualifikation zum Zugführer erkennt man in einigen Bundesländern im Einsatz an zwei roten Balken auf jeder Helmseite. Diese Helmkennzeichnung signalisiert ausschließlich die Befähigung zum Ausüben der Funktion „Zugführer“. Es können daher in einem Zug durchaus mehrere Einsatzkräfte mit dieser Kennzeichnung vorhanden sein. Pro Zug kann jedoch immer nur eine Person die tatsächliche Position des Zugführers übernehmen. Eventuell weitere vorhandene Einsatzkräfte mit Zugführerqualifikation übernehmen dann Gruppenführer- oder seltener auch normale Mannschaftsaufgaben. Der tatsächliche Einheitsführer wird zunehmend zusätzlich mit einer Kennzeichnungsweste (häufig rot, als Abschnitts- oder Einsatzleiter auch weiß oder gelb) kenntlich gemacht. Qualifikations- und Funktionskennzeichnungen sind auf Landes-, Kreis- oder Gemeindeebene geregelt, eine bundeseinheitliche Vorschrift existiert nicht. In Bayern wird ein Zugführer beispielsweise mit einem 20 mm breiten Gummiband auf dem Reflexband am Helm gekennzeichnet, wenn er diese Tätigkeit tatsächlich ausübt.

## Weitere Hilfsorganisationen

Dienststellungskennzeichen des Technischen Hilfswerks (THW)

Ein Zugführer sonstiger Hilfsorganisationen leitet im Einsatzfall einen Zug. Er untersteht in seinen Handlungen und Weisungen lediglich einem Verbandsführer (je nach Lage: dem Einsatzleiter oder dem Einsatzabschnittsleiter). Zugführer benötigen vor ihrer Ernennung zum Zugführer über ihre Fachdienstkenntnisse hinaus verschiedene führungsspezifische Zusatzausbildungen. Diese Lehrgänge sind zum Teil organisations- und fachdienstspezifisch. Vermittelt werden unter anderem Kenntnisse zur Einteilung der Hilfskräfte und des Einsatzgebietes, zu Materialbeschaffung und -management, zu Gefahren an der Einsatzstelle sowie zur Vermeidung von Unfällen, zur Kommunikation mit Hilfskräften sowie Einsatzkräften anderer Fachdienste und Organisationen sowie zu den rechtlichen Grundlagen des Katastrophenschutzes.
Dem Zugführer sind mindestens zwei Gruppen unterstellt, die ihrerseits von Gruppenführern geleitet werden. Zusätzlich dazu zählt der Zugtrupp, welcher dem Zugführer bei Führungsaufgaben zur Seite steht.
Bei der Wasserwacht des Deutschen Roten Kreuzes nennt man einen Zugführer auch „Einsatzleiter Wasserrettungsdienst“.